# Фуруичи Кой
В това японско име фамилията Фуруичи стои пред личното име.
Барон Фуруичи Кой (古市 公威, 13 септември, 1854 – 28 януари, 1934) е строителен инженер, президент на Кока Дайгаку – сегашния инженерен колеж на Токийския университет, и президент-основател на Токийското метро – „първата подземна железница в Ориента“.

## Биография
Роден е през 1854 г. в семейството на Фуруичи Такаши, служител на клана Сакай в Едо. През 1869 г. той влиза в Кайсей гако (Kaisei gakkō), през 1870 г. е избран за студент със стипендия в областта Химеджи и влиза в Дайгаку Нанко (Daigaku Nankō), след което учи в Париж, Франция в Централното училище за изкуства и производство (на френски: Ecole Centrale des Arts et Manufactures) като първият студент, пратен да учи в чужбина от японското Министерство на образованието. През 1879 г. завършва и получава степен бакалавър-инженер. През същата година той постъпва във Факултета по естествени науки на Парижкия университет. Завършва през 1889 г. и получава бакалавърска степен по естествени науки, след което се прибира вкъщи и заема пост във Вътрешното министерство на Япония (Naimushō Doboku-kyoku Yatoi). През 1881 г. той става преподавател в Токийския университет и след това заема едновременно постовете на университетски преподавател и на технически експерт-бюрократ.
През 1886 г., когато е на 32 години, той е преместен и става първият президент на Кока Дайгаку, което е предшественикът на Инженерния департамент на Токийския университет. През 1888 г. получава първата степен Когаку Хакуши (доктор по инженерство) и през 1894 г. е повишен в заместник-министър по инженерните дела във Вътрешното министерство (Наймушо), където започват първите инженерни проекти.
Той се опитва да подобри публичната администрация на инженерните работи и създава Добоку Хоки (Doboku Hōki) – закон за инженерните работи. Типичните му услуги включват изграждането на Йокохама-ко. Той помага за подобряване на репутацията на инженерството на Япония по света, като става първият председател на Нихон Когакай (Nihon Kōgakkai) – Японската федерация на инженерните дружества.
Той се присъединява към Норицугу Хаякава като президент на Токийската подземна железница през 1920 г., основавайки първата метро система в Азия.

## Наследство
Известният японски писател Камитаке Хираоко, по-известен като Юкио Мишима, е кръстен на Фуруичи Кой и първото му име „Камитаке“ се произнася като „Кои“ от членове на семейството. Това е в знак на почит, тъй като Кой е благодетел на клана Садатаро, от който произлиза дядото на Мишима – Хираока.